# Жизнь растений
«Жизнь растений» — крупнейшее научно-популярное ботаническое справочное пособие (энциклопедическая монография) в СССР, «событие в ботаническом мире Советского Союза». Содержит обзорные сведения о растениях (включая бактерии, грибы, лишайники и водоросли), обитающих на нашей планете, об их жизненных формах, распространении, природной среде обитания, а также об их практическом применении.
«Жизнь растений» вышла в издательстве «Просвещение» в 1974—1982 годах в шести томах (семи книгах). Тираж составил 300 тысяч экземпляров, а общий объём издания — более 350 учётно-издательских листов.
В 1991 году вышло второе (переработанное) издание второго тома, посвящённого грибам (под названием «Мир растений»). Предполагалось, что в «Мире растений» будут учтены поступившие замечания, а также обновлена информация по систематике, однако другие тома так и не были переизданы.

## История издания
В России уже было осуществлено издание книг с таким названием. В 1870 году в Санкт-Петербурге вышла книга французского популяризатора науки профессора Луи Фигье «Жизнь растений», перевод книги 1864 года Histoire des plantes (в дословном переводе — «История растений»), её издателем была редакция журнала «Всемирный путешественник». В 1901—1902 годах также в Санкт-Петербурге была опубликована двухтомная «Жизнь растений» австрийского профессора Антона Кернера фон Марилауна (1831—1898), вышедшая в серии «Вся природа» Книгоиздательского товарищества «Просвещение» (в этой же серии вышла и знаменитая «Жизнь животных» Альфреда Брема). Впервые книга Кернера Pflanzenleben («Жизнь растений») была издана в Лейпциге и Вене на немецком языке в 1890—1891 годах и с тех пор многократно переиздавалась на разных языках. Русское издание вышло под редакцией профессора Ивана Парфеньевича Бородина, перевод был сделан со второго немецкого издания 1896—1898 годов.
Идея издания современного многотомного справочника с названием «Жизнь растений» принадлежала советскому армянскому ботанику Армену Леоновичу Тахтаджяну (1910—2009), академику АН СССР (1972), одному из крупнейших в мире специалистов в области систематики растений и теории эволюции. Он хорошо представлял себе гигантский объём предстоящих работ, однако считал, что осуществление проекта вполне возможно, особенно если к этой работе привлечь лучших ботаников СССР.
На XI Международном ботаническом конгрессе, прошедшем в американском Сиэтле в 1969 году, было решено провести следующий Конгресс в Ленинграде в 1975 году. Реализацией этого решения было поручено заниматься Тахтаджяну, в 1970 году он возглавил Оргкомитет конгресса — и подготовительные работы к изданию «Жизни растений» в значительной степени проводились в трудные годы подготовки к будущему XII МБК. Редакционная коллегия «Жизни растений» (в которую входил и Тахтаджян) была создана в 1971 году, к этому же периоду относится и разработка общей концепции издания. Первый том «Жизни растений» вышел в 1974 году, за год до начала Конгресса, для него Тахтаджян написал две концептуально важные статьи — «Растения в системе организмов» и «Флористическое деление суши».
Главным редактором издания с первого тома по первую часть пятого тома (1980) был Александр Александрович Фёдоров (1906—1982), специалист в области морфологии и систематики растений, занимавший в 1962—1976 годах должность директора Ботанического института имени В. Л. Комарова.
После завершения XII МБК Армен Леонович Тахтаджян вплотную приступил к воплощению в жизнь своих идей относительно издания многотомника. Он был главным редактором издания, начиная со второй части 5-го тома, осуществлял общее редактирование 4-го тома, а также был редактором трёх последних томов (посвящённых цветковым растениям, 1980—1982).
Тахтаджян отдавал изданию очень много сил и времени. К работе над изданием он привлёк многих сотрудников Ботанического института им. Комарова (который возглавлял с 1976 года), при этом требовал от авторов, чтобы для подготовки текстов были использованы самые современные литературные источники. Вельгорская, секретарь двух последних томов «Жизни растений», вспоминала, что Тахтаджян, будучи не удовлетворённым какой-нибудь статьёй, нередко переписывал её полностью, оставляя при этом фамилию автора. На её недоумённые вопросы он отвечал: «Терпеть не могу склок…»
Для подготовки рисунков использовались либо гербарные материалы, либо рисунки «с натуры», многие из которых делались в оранжереях Ботанического института художником издательства «Просвещения» Петром Жиличкиным.
Редакторы томов
- Том 1 — Н. А. Красильников, А. А. Уранов
- Том 2 — М. В. Горленко
- Том 3 — М. М. Голлербах
- Том 4 — И. В. Грушвицкий, С. Г. Жилин
- Том 5, части 1 и 2; том 6 — А. Л. Тахтаджян

## Значение, оценки, отзывы
Издание сыграло важную роль с точки зрения обобщения ботанической информации с учётом новейших данных по биологии и систематике растений.
Важное значение издания состояло также в том, что растительный мир нашей планеты был показан целиком, в естественном едином комплексе, который подчиняется объективным законам и не связан с государственными границами и идеологией.
Как писала газета «Известия» в 1983 году, «это уникальное издание, именуемое „Жизнь растений“, — предмет законной гордости учёных одного из старейших научных учреждений страны — Ботанического института имени В. Л. Комарова АН СССР».

…Это многотомное справочное издание является «настольной книгой» большинства современных ботаников.
…Коллектив авторов, подобранный им [А. Л. Тахтаджяном], а также издательство «Просвещение» прекрасно справились с публикацией книг, прекрасно написанных и иллюстрированных лучшими издательскими художниками.
Та атмосфера дружелюбия и взаимопомощи, которую так умело создавал Армен Леонович, была решающей в успешном осуществлении издания.— Снигиревская Н. С.

## «Мир растений»
В начале 1990-х годов издательство «Просвещение» планировало осуществить второе (переработанное) издание этого труда под новым названием — «Мир растений». Планировалось, что издание семи томов будет осуществлено в 1991—1997 годах, однако в 1991 году был выпущен только второй том (посвящённый грибам).
Планировалось, что будет расширена часть издания, касающаяся цветковых растений, — им должны были быть посвящены четыре тома (вместо двух томов в трёх книгах в «Жизни растений»), с четвёртого по седьмой. Материал по микроорганизмам, водорослям и лишайникам, наоборот, планировалось несколько сократить — все эти группы должны были быть рассмотрены в первом томе (в «Жизни растений» им были посвящены первый и третий тома).
В новом издании должны были отразиться произошедшие изменения в систематике растений, кроме того, предполагалось учесть практические замечания, высказывавшиеся относительно стиля некоторых материалов (сухости языка и чрезмерной академичности изложения), а также недостаточной освещённости вопросов охраны растительного мира.

## Библиографические ссылки
«Жизнь растений»
- Жизнь растений : в 6 т. / гл. ред. Ал. А. Фёдоров. — М. : Просвещение, 1974. — Т. 1 : Введение. Бактерии и актиномицеты / под ред. Н. А. Красильникова, А. А. Уранова. — 487 с. — 300 000 экз.
- Жизнь растений : в 6 т. / гл. ред. Ал. А. Фёдоров. — М. : Просвещение, 1976. — Т. 2 : Грибы / под ред. М. В. Горленко. — 479 с. — 300 000 экз.
- Жизнь растений : в 6 т. / гл. ред. Ал. А. Фёдоров. — М. : Просвещение, 1977. — Т. 3 : Водоросли. Лишайники / под ред. М. М. Голлербаха. — 487 с. — 300 000 экз.
- Жизнь растений : в 6 т. / гл. ред. Ал. А. Фёдоров. — М. : Просвещение, 1978. — Т. 4 : Мхи. Плауны. Хвощи. Папоротники. Голосеменные растения / под ред. И. В. Грушвицкого, С. Г. Жилина. — 447 с. — 300 000 экз.
- Жизнь растений : в 6 т. / гл. ред. Ал. А. Фёдоров. — М. : Просвещение, 1980. — Т. 5. Ч. 1 : Цветковые растения / под ред. А. Л. Тахтаджяна. — 430 с. — 300 000 экз.
- Жизнь растений : в 6 т. / гл. ред. А. Л. Тахтаджян. — М. : Просвещение, 1981. — Т. 5. Ч. 2 : Цветковые растения / под ред. А. Л. Тахтаджяна. — 512 с. — 300 000 экз.
- Жизнь растений : в 6 т. / гл. ред. А. Л. Тахтаджян. — М. : Просвещение, 1982. — Т. 6 : Цветковые растения / под ред. А. Л. Тахтаджяна. — 543 с. — 300 000 экз.

«Мир растений»
- Мир растений. В 7 т. / Редкол. А. Л. Тахтаджян и др. — 2-е изд., перераб.. — М.: Просвещение, 1991. — Т. 2. Грибы. / Под ред. М. В. Горленко. — 475 с. — 100 000 экз. — ISBN 5-09-002841-9.